# Pabellón Polideportivo Nuevo
El Pabellón Polideportivo Nuevo (en catalán: Pavelló Nou) es un pabellón del municipio de Santa Coloma de Gramanet (España). Es el lugar dónde juega sus partidos de Primera División de fútbol sala el club Industrias Santa Coloma.

## Historia
El pabellón se inaugura en 1977 y actualmente es la casa del primer equipo del Industrias Santa Coloma de fútbol sala.

### Remodelación
La remodelación comenzó en 2019 y tras casi dos años de espera el Industrias Santa Coloma reinauguró el pabellón el día 27 de marzo de 2021 en un partido de Primera División de fútbol sala contra el Fútbol Club Barcelona, en el que venció el conjunto de Santa Coloma en un histórico 3-2.

## Eventos
Aquí se juegan los partidos de Primera División de fútbol sala del Industrias Santa Coloma. 
Se disputó la "Final Four" de la Copa del Rey de fútbol sala 2020-21.
Es un pabellón de uso municipal.